# Museu de Arqueologia de Alta Montanha
O Museu de Arqueologia de Alta Montanha é um museu argentino localizado na cidade de Salta, cerca de 1.510 quilômetros a noroeste de Buenos Aires. É notório principalmente pela exibição rotativa de uma das três múmias conhecidas como "Crianças de Llullaillaco", que foram descobertas no ano de 1999 no topo do vulcão Llullaillaco.